# 花のき村と盗人たち
『花のき村と盗人たち』（はなのきむらとぬすびとたち／はなのきむらとぬすっとたち）は、新美南吉の童話。鈴木三重吉主宰の『赤い鳥』に発表されたもの。同タイトルの彼の第3童話集が刊行されている。与田準一の尽力で、『赤い鳥』に掲載された他の四編を加えて、帝国教育会出版部から1943年に刊行されている。なお、この帝国教育会出版部は、のちに国民図書刊行会と名前を変え、1946年にこの本を「新日本少国民文庫」の1冊として再刊した。

## あらすじ
花のき村に5人の盗人がやってきた。彼らのかしらは以前から盗みを重ねていた本当の盗人であったが、ほかの4人は盗人になりたての者であった。かしらは弟子達に村の下見を命じ、土手に座って一服していた。しかし根が善良な弟子たちは、盗人としてはまるで役立たない。それぞれ大工や鋳掛屋、角兵衛獅子、錠前屋など以前に就いていた職人としてのくせや根性が出てしまい、村に入っても金持ちの屋敷の建築の見事さに見入ったり、老人の奏でる笛に聞きほれたり、碌な錠をしていない村の倉の様子に嘆いたり、壊れた釜の修理を請け負ってしまう。かしらは弟子たちを叱りつけ、「盗人根性」を説くのだった。
一方、かしらの目の前には子牛を連れた少年が現れた。少年は初めて出会うはずのかしらに気安く子牛を預けると、そのまま遊びにいってしまった。盗人として周囲から忌み嫌われていたかしらは、初めて人から信用された嬉しさに、思わず涙を流してしまう。しかし、牛を預けた少年はいつまでたっても帰ってこない。
やがて弟子達が戻ってくる。こんどこそ「盗人根性」にのっとって盗みに入れそうな家を見つけてきたと意気込む弟子達は、かしらが連れていた子牛を見て、「俺たちが戻る前に一仕事しましたね」と褒める。しかしかしらは子どものことが気になって仕方が無い。さっきまで弟子に説いていた盗人根性のことも忘れ、驚く弟子とともに少年を探しに行くのだが、見つからない。仕方が無いので、子牛を村役場に届けることにした。村役人もこの盗人たちを信用し、酒などをご馳走などをしてくれた。
善良な人々に歓待された盗人は、嬉しさのあまり自分が盗人であることを白状してしまう。そして弟子ともども、これからは真面目に生きていくことを誓うのだった。牛を預けて消えてしまった少年は、実はお地蔵様であった。

## 書誌情報
- 新美南吉『花のき村と盗人たち』谷中安規絵、帝国教育会出版部〈少国民文芸選 6〉、1943年。
- 新美南吉『花のき村と盗人たち』谷中安規絵、国民図書刊行会〈新日本少国民文庫〉、1947年。
- 新美南吉『花のき村と盗人たち』箕田源二郎絵、偕成社〈新日本児童文学選 9〉、1965年。
- 新美南吉『花のき村と盗人たち　新美南吉童話集』北島新平絵、文研出版〈文研児童図書館〉、1970年。
- 新美南吉『花のき村と盗人たち』村上豊画、大日本図書〈新美南吉童話選集〉、1974年。
- 新美南吉『花のき村と盗人たち・ごんごろ鐘　ほか九編　童話集』講談社〈講談社文庫〉、1977年3月。
- 新美南吉『花のき村と盗人たち』太田大八絵、新学社〈少年少女こころの図書館〉、1987年6月。
- 新美南吉 著、新美南吉の会編 編『花のき村と盗人たち』長野ヒデ子絵、小峰書店〈新美南吉童話傑作選〉、2004年6月。ISBN 4-338-20005-7。
- 新美南吉『花のき村と盗人たち　新美南吉名作絵本』さいとうよしみ絵、小学館、2005年7月。ISBN 4-09-727851-7。